# حسنعلی غفاری
حسنعلی خان غفاری (متولد ۱۲۶۷ شمسی – فوت ۱۳۵۵) دیپلمات و عضو وزارت خارجه بود. پدرش محمدابراهیم خان غفاری (ملقب به معاون‌الدوله) و مادرش فرخنده خانم دختر میرزا هاشم‌خان امین‌الدوله غفاری بودند. در ۱۲ سالگی برای تحصیل به آلمان رفت و به زبان‌های آلمانی و فرانسه تسلط پیدا کرد. بعد از آن دوره مدرسه سیاسی را در ایران طی کرد. در شعبان ۱۳۲۶ در سن بیست سالگی وارد وزارت امور خارجه شد و اولین شغلی که به عهده داشت اتاشه سفارت ایران در رم بود. در ذی‌القعده ۱۳۲۸ در والی‌گری دائیش غلامحسین خان صاحب اختیار رئیس دفتر ایالتی خراسان بود. از اواسط ۱۳۳۰ تا ۱۳۳۲ قمری نایب دوم سفارت ایران در سنت پترزبورگ بود. از ۱۳۳۲ در داخل ایران به کار در وزارت امور خارجه اشتغال داشت تا ۱۳۴۰ قمری که ریاست تشریفات وزارت خارجه به او محول شد. پس از فوت پدرش لقب معاون‌الدوله گرفت. در دی ۱۳۰۴ شمسی رئیس تشریفات سلطنتی در دربار رضا شاه و در فروردین ۱۳۰۸ مدیرکل امور سیاسی وزارت خارجه شد. در اسفند ۱۳۰۹ به معاونت وزارت خارجه رسید (که در آن زمان فقط یک معاون داشت) و در این مدت عملاً کفیل وزارت خارجه بود. در سال ۱۳۱۱ که دوست نزدیکش عبدالحسین خان تیمورتاش مغضوب گردید، او هم احساس خطر نموده به پیشنهاد رئیس‌الوزرای وقت (مهدی‌قلی خان مخبرالسلطنه هدایت) به عنوان وزیرمختار ایران در بلژیک و لوکزامبورگ به بروکسل رفت. در آذر سال ۱۳۲۲ در سوئیس از سوی وزارت امور خارجه مامور مطالعاتی شد. اوائل ۱۳۲۶ به تهران بازگشت. در فروردین ۱۳۲۸ سفیر ایران در برزیل، آرژانتین و شیلی شد. چندین سال عضو شورای عالی وزارت خارجه بود و در ۱۳۴۴ بازنشسته شد. او در جوانی با دختردائیش معصومه غفاری دختر صاحب اختیار پیوند زناشویی بست و دو پسر داشت به نام‌های حسینعلی و فرخ.